# Buzăui iszapvulkánok
A buzăui iszapvulkánok (románul: vulcanii noroioși din zona Buzăului) a romániai Buzău megyében található felszíni formák, egyedülálló turisztikai látványosságok. A környéken a szerves anyagok bomlásából származó gázok több helyen törnek a felszínre iszapvulkánok formájában. Leghíresebb a Berca község területén található Pâclele Mari és Pâclele Mici rezervátum (ugyanezért bercai iszapvulkánokként is ismerik a látványosságot), de ezeken kívül még több helyszínen is vannak fortyogók, bár a rossz útviszonyok miatt azok viszonylag ismeretlenek.

## Geológia
A Buzău megyei iszapvulkánok a Kárpátok tektonikailag egyik igencsak aktív területén jelentek meg, a Berca és Beciu települések közötti 18 kilométer hosszú, észak-dél irányú, úgynevezett Berca–Arbănași antiklinális területen. Hasonlóan alakultak ki, mint az Eurázsiai-hegységrendszer egyéb iszapvulkánjai (Olaszország, Ukrajna, Oroszország, Azerbajdzsán): az aktív szerkezeti mozgások gyűrt szerkezeteket, diapírokat, felboltozódásokat alakítottak ki az agyagos, gyakran jelentős sótartalmú üledékekből álló, szénhidrogén-csapdákat tartalmazó rétegekből. Az így létrejövő túlnyomásos övek mozdították elő az iszapvulkánok képződését: az antiklinális tengelyében és az azt harántoló vetőzóna mentén a gáz nyomása miatt a sós-olajos vízzel kevert sár a felszínre áramlik. A Buzău megyei vulkánoknál a szénhidrogén-gázok 3000 méternél nagyobb mélységből törnek fel.

## Helytörténet
A Pâclele Mari és Pâclele Mici iszapvulkánjait 1867-ben fedezte le a francia H. Cognard, miközben a környék kőolajmezőit tárta fel (a környéken már a 16. század elején is termeltek ki kőolajat). A La Fierbători helyszínt legelőször 1883-ban írta le Grigore Cobălcescu geológus. További leírásokat készített Grigoriu Ștefănescu (1890), majd 1965-ben Mircea Peahă egy átfogó tanulmányt írt. Az 1977-es földrengés újabb vulkánokat nyitott a környéken.
1924-ben a Pâclele Mici helyszínt emlékparkká (monument al naturii), 1955-ben a Pâclele Marit földtani rezervátummá (rezervație geologică) nyilvánították. 2008 óta ezt a két helyszínt Natura 2000 területként tartják nyilván ROSCI0272 kódnév alatt.
Számos román és külföldi turista látogatja az iszapvulkánokat, és a román kultúra nagyjai (Alexandru Odobescu, Basil Iorgulescu) is felkeresték. A 2000-es években szezonban heti 400 látogatója volt. Az odavezető utak minősége még a 2010-es években is igen rossz.

## Leírása
A négy fő helyszín, északról dél felé:
- Beciu – az azonos nevű falutól északra, 280 méter tengerszint feletti magasságon elhelyezkedő kis plató, ahol nyolc fortyogó van.
- Pâclele Mici – Beciu falutól délre, 341 méter magasságon levő, 62,5 hektáros körkörös platón elhelyezezkedő aktív és szunnyadó sárkúpok és medencék összessége (a védett terület 13,2 hektár). Az aktív vulkánokból feltörő folyékony iszap mély völgyeket, alagutakat hozott létre a laza üledékekben.
- Pâclele Mari – Pâclele falutól északra 322 méter magasságon, 162 hektáron található, az előbbihez hasonló helyszín (a védett terület 18,8 hektár). A kőolajos iszap itt viszkózusabb, és kevésbé mély sáncokat alkotott a felszínen.
- La Fierbători – Pleșești falutól északra, egy 290 méter magas platón találhatóak. A korabeli feljegyzések szerint 1881-ben törtek ki először, bár a hely ekkor már meghonosodott neve („A fortyogóknál”) arra utal, hogy korábban is lehettek itt iszapvulkánok.

A területeken magányosan vagy kisebb csoportokban álló, kráterrel koronázott sárkúpok (gryphonok) és perem nélküli iszapmedencék figyelhetőek meg, általában a törésvonalak mentén. A sárkúpok magassága néhány tíz centimétertől három méterig terjed, lejtőszögük elérheti a 45º-ot. A vulkánok aktivitása elsősorban a belső nyomástól és az időjárástól függ (hosszabb esős időszakban aktívabbak, és az addig szunnyadóak is újból működni kezdenek). A kráterekből és medencékből túlcsorduló iszap nagy számú aktív és inaktív sárfolyást alkot, amelyek legyezőszerűen terülnek szét; a hígabb fluidok vályúkat alakítanak ki a laza üledékekből álló, lejtős felszínen, kanyargós és változó medreket alkotva, és a valódi lávához hasonlóan hidakat, alagutakat, barlangokat is létrehozva. A nagyobb hozamú folyások a badland területekre jellemző pszeudokarsztos formákat alakítanak ki.
A sós talajú, kietlen tájon kevés növény tengődik, ennek ellenére megél a Romániában csak itt található, védett, Közép-Ázsiára jellemző tövises salétromcserje (Nitraria schöberi).
A fent felsorolt négy területen kívül a megyében még több helyen tör a felszínre gáz időszakos aktivitású iszapvulkánok, fortyogók, lidércfények formájában: Lopătari, Colteni, Tulburea, Bădeni, Ursoaia.

## Képek

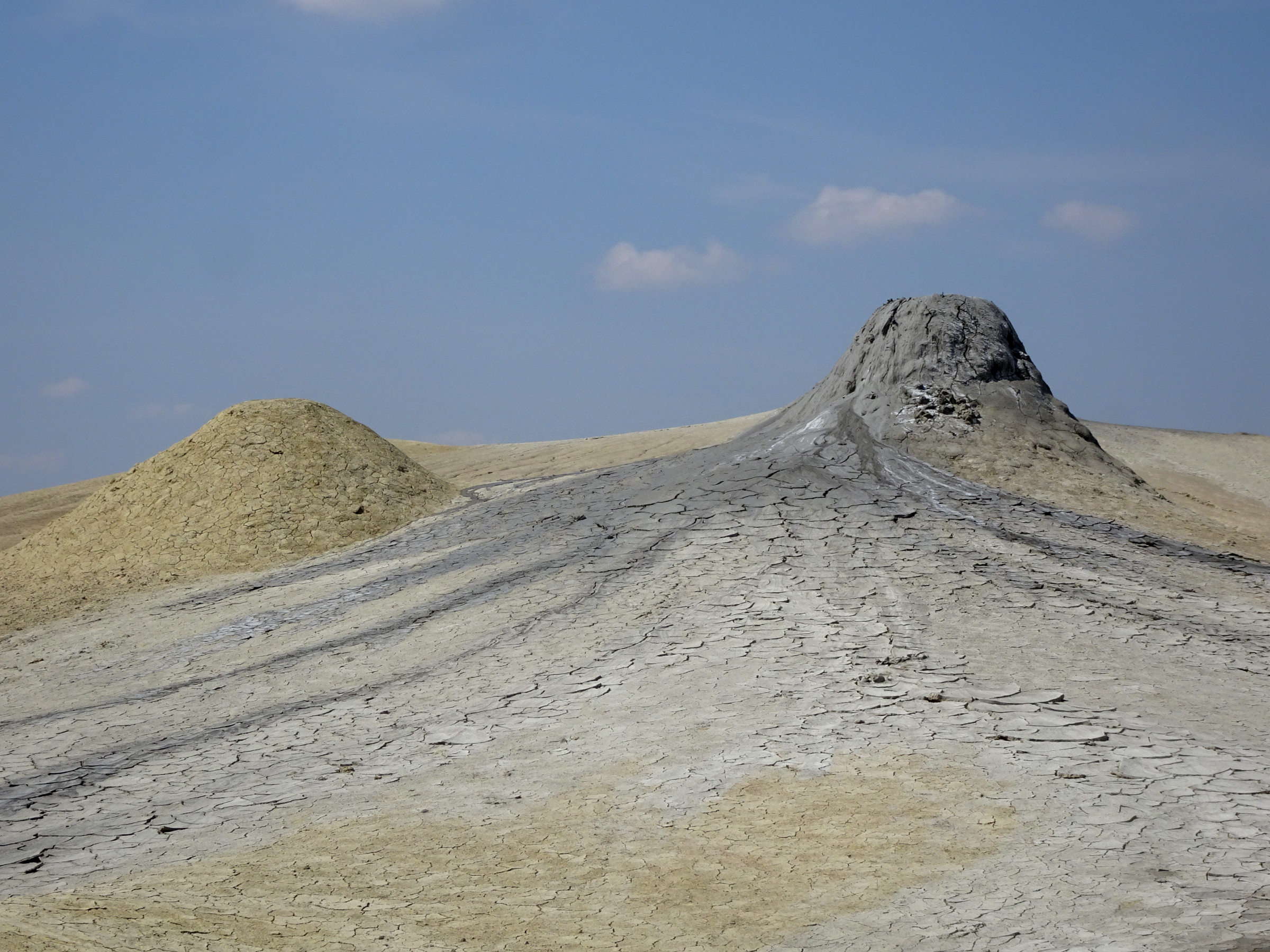
Sárkúp (Pâclele Mari)
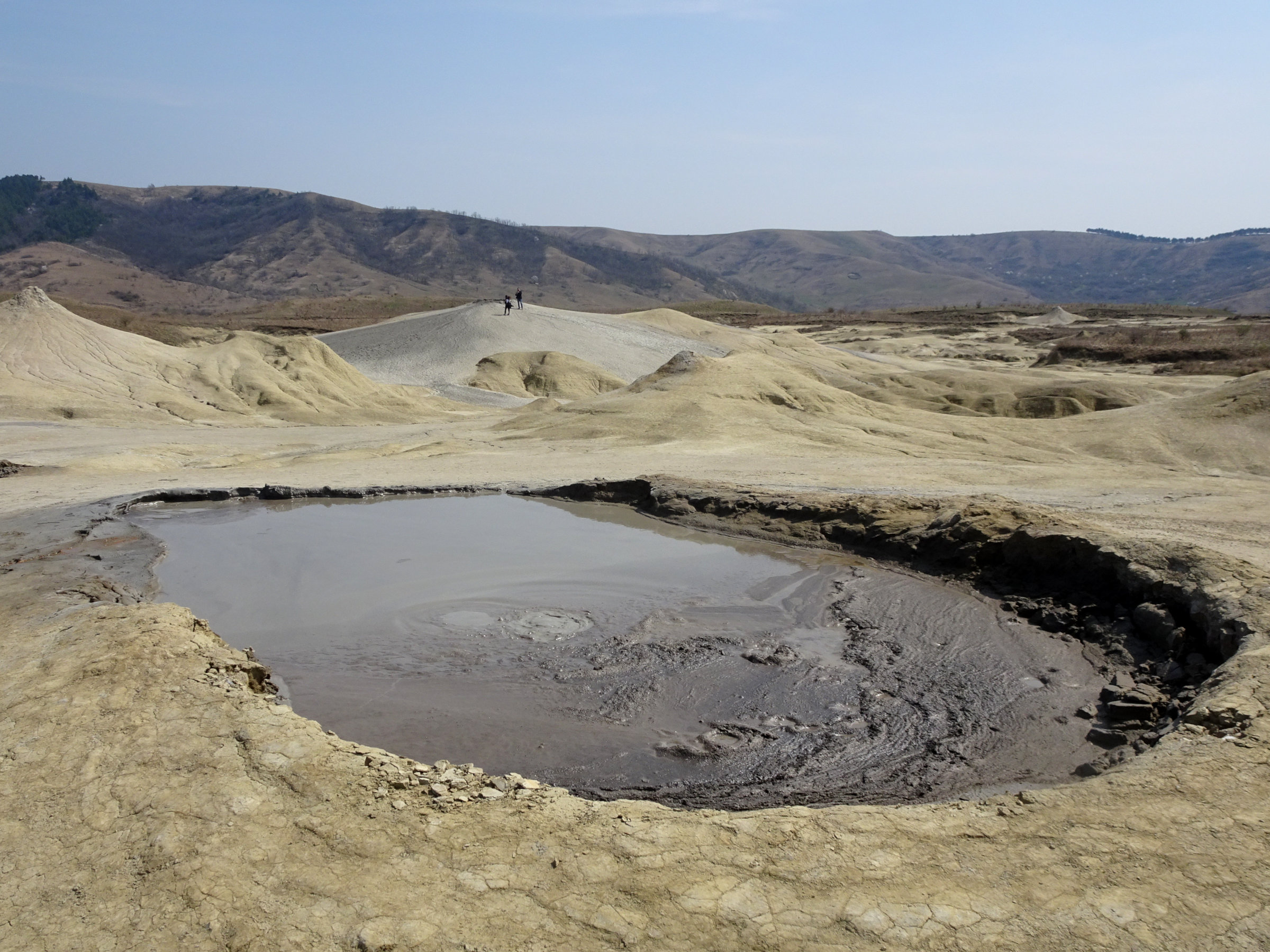
Medence (Pâclele Mari)
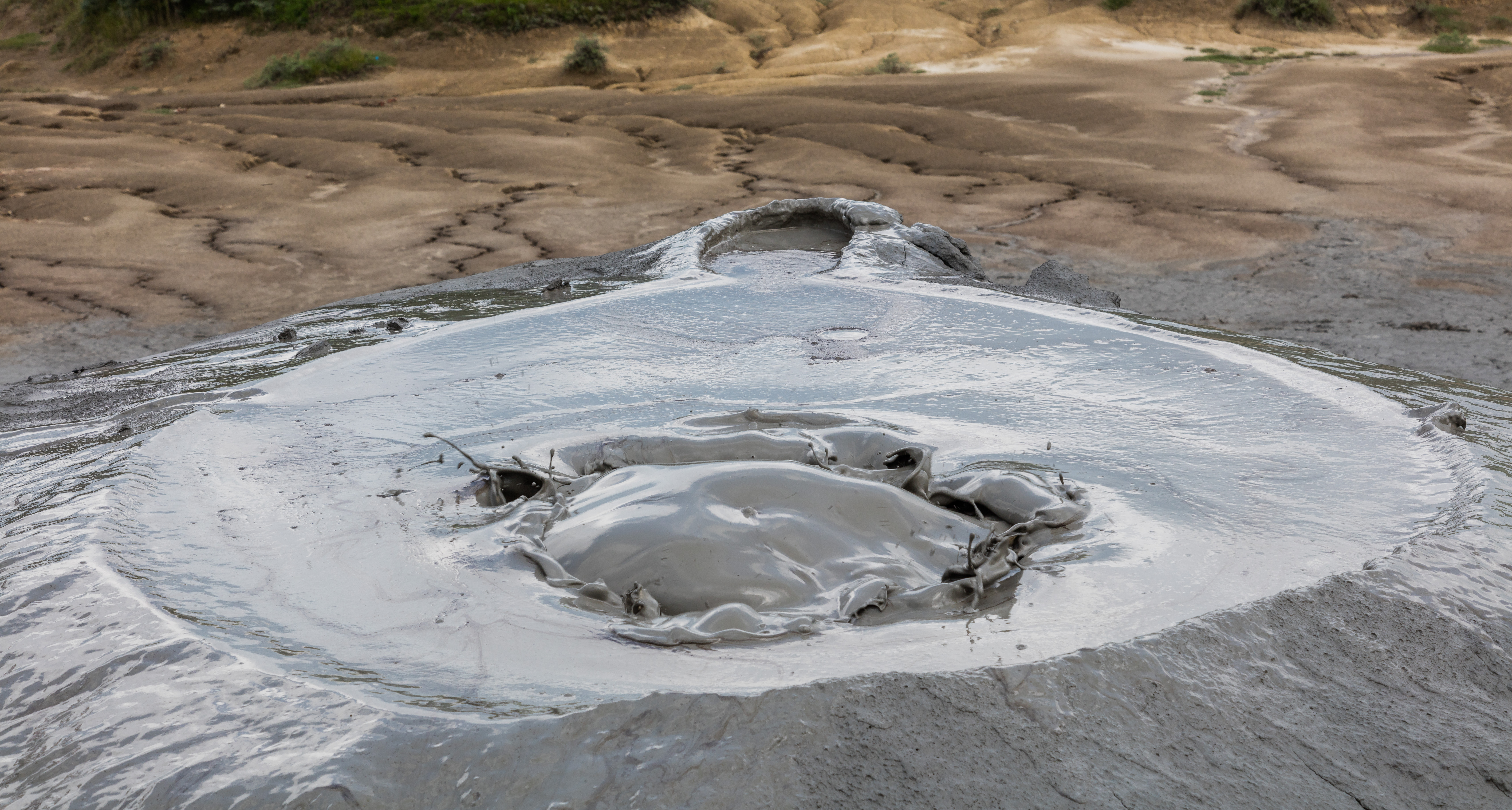
Feltörő gáz (Pâclele Mici)
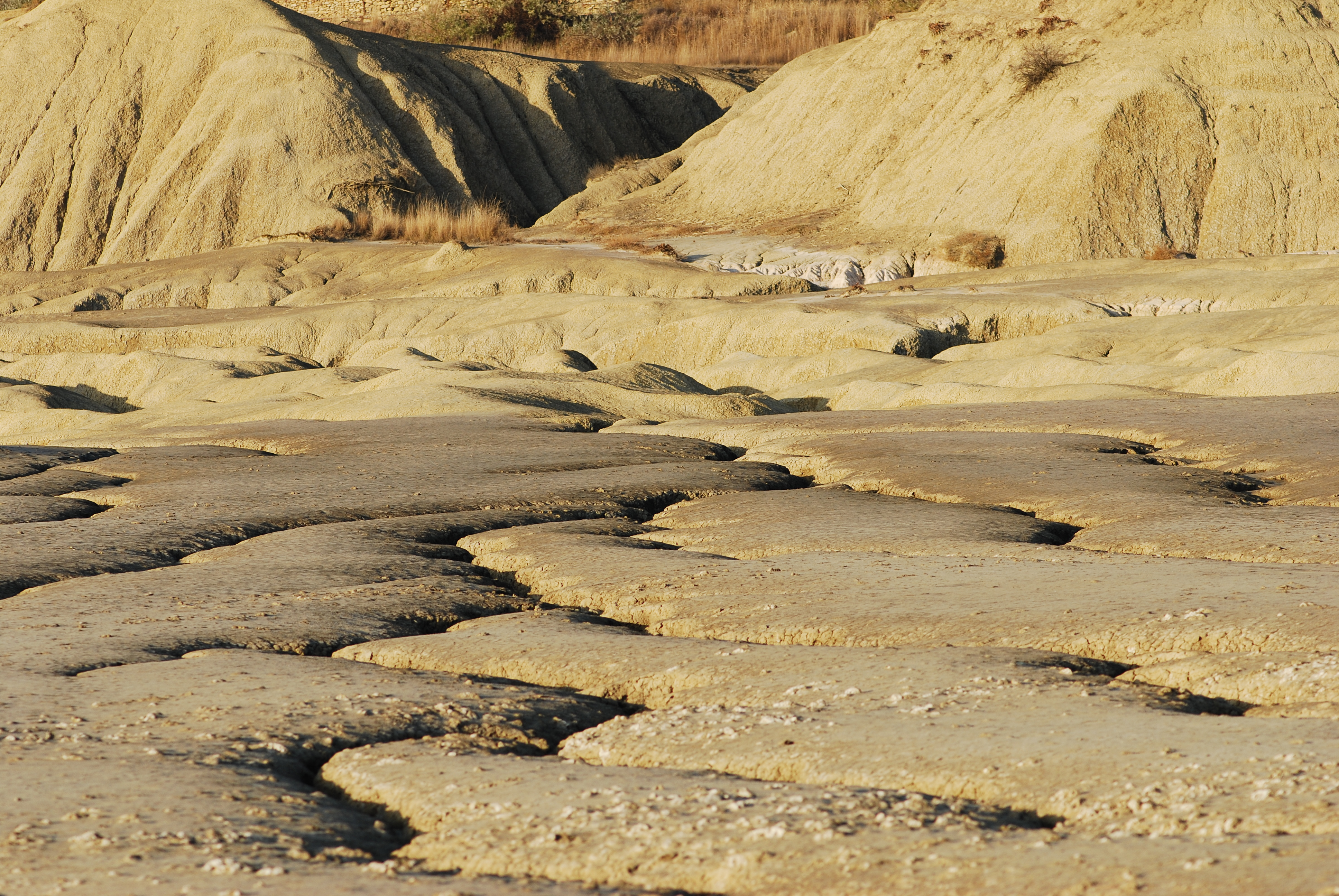
Alagutak, aszóvölgyek (Pâclele Mici)
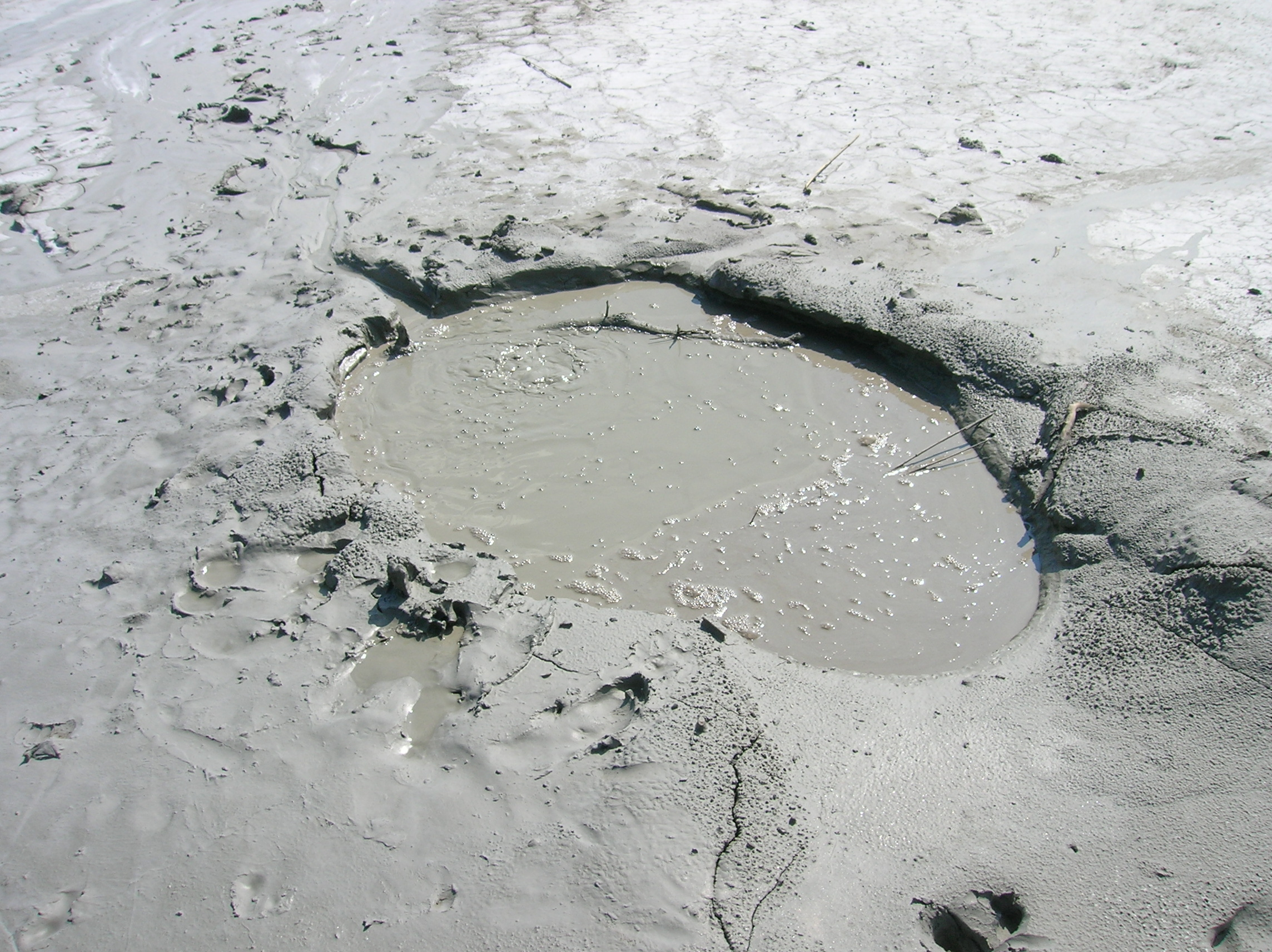
Medence (Beciu)
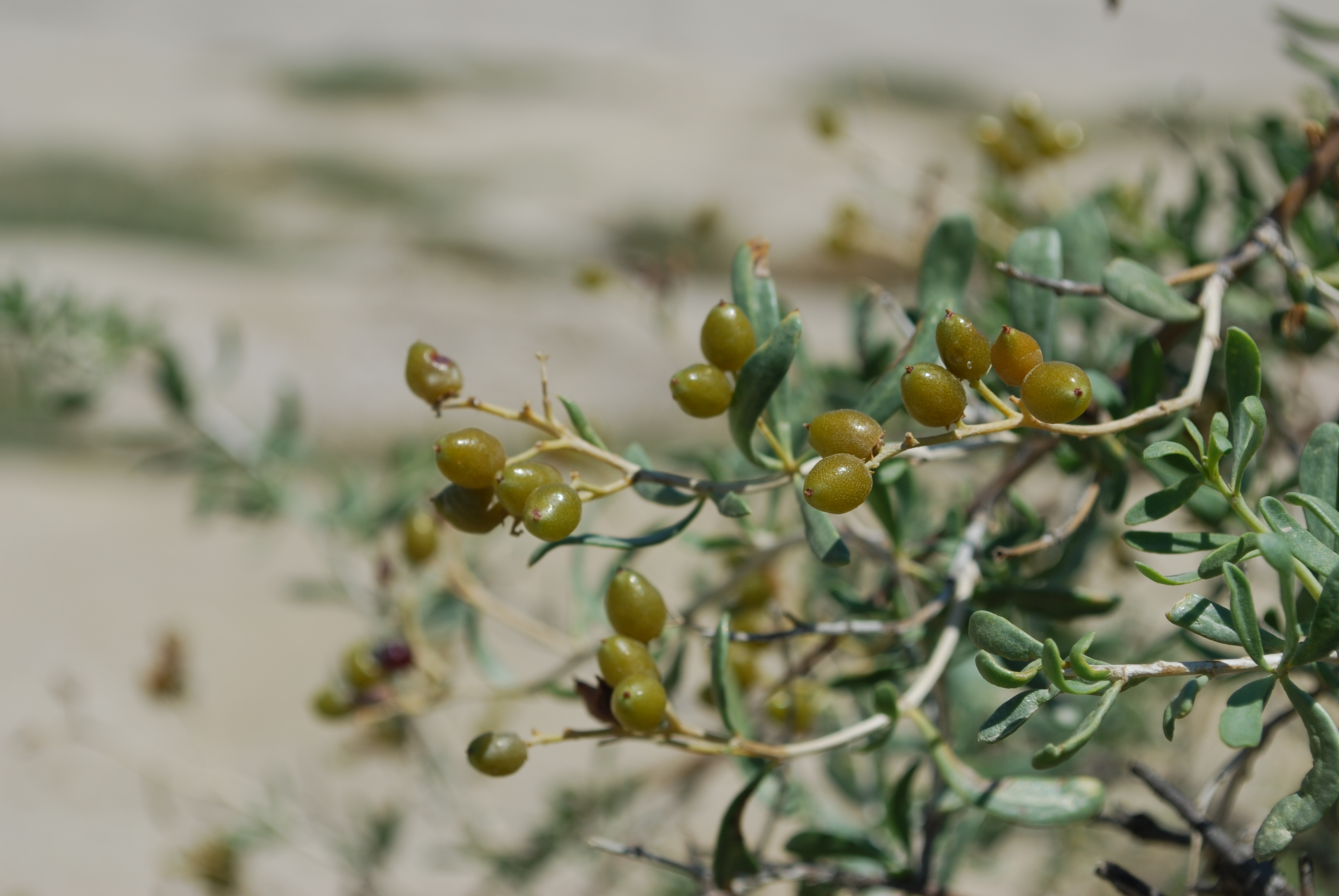
Tövises salétromcserje